# Argyresthia flexilis
Argyresthia flexilis is een vlinder uit de familie van de pedaalmotten (Argyresthiidae). De wetenschappelijke naam van de soort werd in 1961 gepubliceerd door Freeman.